# 金意俊
金 意俊（キム・イジュン、キム・ウィジュン、朝鮮語: 김의준、1909年4月28日または1916年2月19日 - 1985年2月14日）は、大韓民国の裁判官、検察官、弁護士、政治家。第2・3・4代韓国国会議員。本貫は延安金氏。

## 経歴
京畿道驪州郡出身。京城第一高普、明治大学法科卒、高等考試司法科合格。検察庁春川支院検事、ソウル地方法院判事、ソウル高等法院判事、驪州支院長を経て政界入りし、国会議員3期、国会法制司法委員長、高等考試委員、国連総会オブザーバー韓国代表、自由党中央党宣伝部長・党務委員を務めた。
5・16軍事クーデター以降は政界を引退し弁護士として活動したが、脳卒中が発病してからは子供たちがいるアメリカに移住した。1985年2月14日、ワシントン州の病院で持病により亡くなった。享年76。

## エピソード
第2代国会議員在任中は国民防衛軍事件と釜山政治波動で奮闘したが、第3代国会議員在任中に自由党に入党した。2・4波動当時も国会法司委員長を務めたが、野党議員が欠席した時、隙を突く形で保安法改正案を無修正で通過させたのは大きな汚点である。1959年に釜山で発生した反則物資払下事件では主導とされたため非難を受け、結局不起訴処分を受けたが、1960年6月の自由党懲戒委員会で粛清対象に指名され除名処分を受けた。